# Europese indeling van glacialen
In Europa zijn in verschillende regio's opeenvolgingen van glacialen herkend. De belangrijkste zijn de Noord Europese, de Alpiene, de Britse en de Russische. Hoewel voor een deel de correlaties tussen deze systemen bekend zijn, is nog lang niet alles opgehelderd. Het Noord Europese systeem is opgenomen in de indeling van het Pleistoceen zoals die in Nederland, België  en vele andere Europese landen wordt gebruikt. Hieronder wordt de meest gebruikte Europese indeling van glacialen genoemd. Elke opsomming gaat van jong naar oud.

## Regio's

### Noord-Europa
- Weichselien of Weichselglaciaal
- Saalien of Saaleglaciaal
- Elsterien
- Menapien
- Eburonien

Van het Eburonien is weinig bekend.
Tijdens de Kwartaire super-etages Cromerien, Waalien, Tiglien en Pretiglien treden ook glacialen op maar die hebben meestal geen afzonderlijke naam. In Europa wordt het eerste glaciaal in het Pretiglien beschouwd als het eerste echte glaciaal tijdens het Kwartair.

### De Alpen
| Correlatieschema | Correlatieschema | Correlatieschema | Correlatieschema |
| Alpien           |                  | Scandinavisch    | M.I.S.           |
| ---------------- | ---------------- | ---------------- | ---------------- |
| Würm             | =                | Weichselien      | 2-5d             |
| Riss-Würm        | =                | Eemien           | 5e               |
| Riss             | =                | Saalien          | 6                |
| Mindel-Riss      |                  | ?                |                  |
| Mindel           | =                | Cromerien-A      | 16?              |
| Günz-Mindel      |                  | ?                |                  |
| Günz             |                  | Tiglien          | 92?              |
| Donau-Günz       |                  | ?                |                  |
| Donau            |                  | ?                |                  |
| Biber-Donau      |                  | ?                |                  |
| Biber            |                  | Pretiglien?      |                  |
| tabel 1          |                  |                  |                  |

- Würm Glaciaal
- rissglaciaal
- Mindel Glaciaal
- Günz Glaciaal
- jongere Donau Glaciaal
- oudere Donau Glaciaal
- Biber Glaciaal

Soms worden de eerste drie perioden ook met de -ien uitgang aangeduid: Würmien, Rissien, Mindelien.

### Groot-Brittannië
- Devensian
- Wolstonian
- Anglian
- Baventian

### Rusland
De meest gebruikte indeling is:
- Valdaian
- Dneprovian
- Okian
- Donian
- Pokrovian

Op de andere continenten, in Noord-Amerika en op het zuidelijk halfrond worden regionale indelingen gebruikt.